# Горничная (фильм)
«Горничная» (иногда — «Служанка», кор. 하녀, транслит Hanyeo) — фильм режиссёра Ким Ки Ёна. Снят в Республике Корея в 1960 году.

## Сюжет
В семье учителя музыки Донг Сика двое детей. Его жена беременна третьим ребёнком. Супруги недавно приобрели новый дом. Желая облегчить жене ведение нового большого хозяйства, Донг Сик нанимает служанку — молодую красивую женщину. Но, как оказалось, горничная не случайно стремилась устроиться на работу именно в этот дом: у неё есть повод мстить его хозяевам. Девушка соблазняет Донг Сика и полностью подчиняет его волю своей. Жизнь других обитателей дома становится кошмаром.

## В ролях
- Ким Чжин Гё — Донг Сик, учитель музыки
- Ли Ын Сим — горничная
- Чу Чон Рю — жена Донга Сика
- Ум Ан Ран

## Критика
- Татьяна Алешичева, Коммерсантъ: «„Горничная“ Ким Ки Ёна, сумасшедшее черно-белое кино про наёмную работницу, устроившую своим хозяевам филиал ада на их собственной кухне,— свинцовая классика, которая присутствует в анамнезе у многих корейских режиссёров из нового поколения жестоких… В кульминационные моменты — то есть почти постоянно — в кадре гремит гром и сверкает молния. По нынешним временам фильм выглядит архаично, но в то же время изобилует сильными, врезающимися в память образами и заряжен драйвом безумия, которое исходит от служанки — демона, вторгшегося в дом к мирным обывателям. „Горничную“ часто называют мизогиническим триллером: все женщины в этой истории хотят, чтобы единственный мужчина принадлежал им безраздельно, и рвут его на части, невзирая на последствия — фактически пожирая его, как паучихи. Мужчина становится абсолютной марионеткой, подчиняясь их воле»[1].
- Интернет-обозрение BeyondHollywood.com: «„Горничная“ это картина, которая выдержала испытание временем и которая выгодно отличается от подавляющего большинства современных триллеров. Она очень актуальна и сегодня, она состоялась как классика кино и обязательна к просмотру любым уважающим себя поклонником корейских фильмов»[2].

## Культурное влияние
- В 2010 году корейский режиссёр Им Сан Су выпустил фильм «Служанка» (en:The Housemaid (2010 film)), основанный на сюжете одноимённой картины Ким Ки Ёна. Сравнение на этом примере двух школ и поколений кинематографа с разницей в 50 лет — объект многочисленных работ кинокритиков[3][4][5].
- Режиссёр Пак Чхан Ук утверждает, что его «Жажда» сделан под влиянием впечатления от фильма «Горничная», а иногда и прямо цитирует его[6].